# Facundo Saravia Salvia
Facundo Ezequiel Saravia Salvia (Montevideo, 9 de septiembre de 2002) es un futbolista uruguayo, que se desempeña en la posición de defensa del Danubio Fútbol Club de la Primera División del Fútbol de Uruguay.

## Trayectoria
Facundo Saravia se desarrolló futbolísticamente en las divisiones juveniles del Danubio Fútbol Club donde debutó el 26 de junio de 2021 en el partido de Segunda División ganado 1-0 ante Villa Teresa. Tras el ascenso del club al final de la temporada, disputó su primer partido de Primera División contra Montevideo Wanderers el 10 de septiembre de 2022.

## Vida personal
Es el hermano menor de Rodrigo Saravia Salvia, que también es futbolista profesional.

## Clubes
| Club    | País    | Año           |
| ------- | ------- | ------------- |
| Danubio | Uruguay | 2021-presente |

## Estadísticas
Actualizado al último partido disputado el 24 de abril de 2024 según Transfermarkt.
| Danubio Fútbol Club · Uruguay | 2.ª           | 2021          | 2  | 0 | 0 | 0 | 0 | 0 | 2  | 0 |
| Danubio Fútbol Club · Uruguay | 1.ª           | 2022          | 1  | 0 | 0 | 0 | 0 | 0 | 1  | 0 |
| Danubio Fútbol Club · Uruguay | 1.ª           | 2023          | 17 | 0 | 0 | 0 | 3 | 0 | 20 | 0 |
| Danubio Fútbol Club · Uruguay | 1.ª           | 2024          | 3  | 0 | 0 | 0 | 2 | 0 | 5  | 0 |
| Danubio Fútbol Club · Uruguay | Total club    | Total club    | 23 | 0 | 0 | 0 | 5 | 0 | 28 | 0 |
| Total carrera | Total carrera | Total carrera | 23 | 0 | 0 | 0 | 5 | 0 | 28 | 0 |
| (1) La copa nacional se refiere a la Copa AUF Uruguay y Torneo Intermedio. (2) La copa internacional se refiere a la Copa Sudamericana y Copa Libertadores. |               |               |    |   |   |   |   |   |    |   |